# A magyar jégkorong-válogatott mérkőzései 2002-ben
Az alábbiakban látható a magyar jégkorong-válogatott 2002-ben lejátszott mérkőzéseinek listája. Áprilisban került megrendezésre a Divízió I/B. Világbajnokság, amelynek Dunaújváros és Székesfehérvár adott otthont, a magyar csapat a torna második helyén végzett.

## Eredmények
Barátságos mérkőzés
| 581. mérkőzés 2002. január 18. | Magyarország                                                    | 8 – 4                         | Horvátország              | Dunaújváros |
| 581. mérkőzés 2002. január 18. | Erdősi 3' Kovács 51' Majoross 22' Hoffmann 31' Fodor 40' Sándor | (1:2, 3:2, 4:0) (Jegyzőkönyv) | Gojanovic Plahutar Kire ? | Dunaújváros |

Barátságos mérkőzés
| 582. mérkőzés 2002. január 19. | Magyarország                                   | 4 – 4                         | Horvátország | Székesfehérvár |
| 582. mérkőzés 2002. január 19. | Peterdi 4' Palkovics 32' Csibi 51' Ladányi 52' | (1:1, 1:2, 2:1) (Jegyzőkönyv) | ?            | Székesfehérvár |

Divízió I/B. Világbajnokság
| 583. mérkőzés 2002. április 14. 20:00 (CET) | Magyarország                                                  | 6 – 0                         | Kína | Dunaújváros Nézőszám: 2500 |
| 583. mérkőzés 2002. április 14. 20:00 (CET) | Peterdi 14' Palkovics 34' Ocskay 36' 38' Erdősi 50' Csibi 53' | (1:0, 3:0, 2:0) (Jegyzőkönyv) |      | Dunaújváros Nézőszám: 2500 |

Divízió I/B. Világbajnokság
| 584. mérkőzés 2002. április 15. 20:00 (CET) | Nagy-Britannia | 1 – 4                         | Magyarország                    | Dunaújváros Nézőszám: 3500 |
| 584. mérkőzés 2002. április 15. 20:00 (CET) | Shields 14'    | (1:2, 0:0, 0:2) (Jegyzőkönyv) | Palkovics 3' 58' Ladányi 7' 55' | Dunaújváros Nézőszám: 3500 |

Divízió I/B. Világbajnokság
| 585. mérkőzés 2002. április 17. 20:00 (CET) | Magyarország                       | 3 – 1                         | Norvégia     | Székesfehérvár Nézőszám: 3500 |
| 585. mérkőzés 2002. április 17. 20:00 (CET) | Tőkési 2' Palkovics 18' Ocskay 29' | (2:1, 1:0, 0:0) (Jegyzőkönyv) | Dahlström 9' | Székesfehérvár Nézőszám: 3500 |

Divízió I/B. Világbajnokság
| 586. mérkőzés 2002. április 19. 20:00 (CET) | Románia | 1 – 4                         | Magyarország                            | Székesfehérvár Nézőszám: 3500 |
| 586. mérkőzés 2002. április 19. 20:00 (CET) | Nutu 8' | (1:1, 0:1, 0:2) (Jegyzőkönyv) | Vas 19' Kovács 27' Simon 41' Sándor 50' | Székesfehérvár Nézőszám: 3500 |

Divízió I/B. Világbajnokság
| 587. mérkőzés 2002. április 20. 20:00 (CET) | Dánia                                                    | 6 – 2                         | Magyarország             | Székesfehérvár Nézőszám: 3500 |
| 587. mérkőzés 2002. április 20. 20:00 (CET) | Degn 4' Andersen 6' Staal 28' 54' Johnsen 31' Larsen 35' | (2:0, 3:1, 1:1) (Jegyzőkönyv) | Tokaji 38' Palkovics 45' | Székesfehérvár Nézőszám: 3500 |

EIHC Torna
| 588. mérkőzés 2002. augusztus 30. 15:00 (CET) | Fehéroroszország          | 2 – 1                         | Magyarország  | Nottingham Nézőszám: 500 Játékvezetők: Dremelo |
| 588. mérkőzés 2002. augusztus 30. 15:00 (CET) | Kostitsyn 25' Kurylin 45' | (0:0, 1:1, 1:0) (Jegyzőkönyv) | Palkovics 21' | Nottingham Nézőszám: 500 Játékvezetők: Dremelo |

EIHC Torna
| 589. mérkőzés 2002. augusztus 31. 14:30 (CET) | Szlovénia                     | 3 – 1                         | Magyarország | Nottingham Nézőszám: 500 Játékvezetők: Hanson |
| 589. mérkőzés 2002. augusztus 31. 14:30 (CET) | Razingar 1' 39' Durakovic 52' | (1:0, 1:1, 1:0) (Jegyzőkönyv) | Majoross 37' | Nottingham Nézőszám: 500 Játékvezetők: Hanson |

EIHC Torna
| 590. mérkőzés 2002. szeptember 1. 18:30 (CET) | Magyarország                                           | 6 – 3                         | Nagy-Britannia                 | Nottingham Nézőszám: 1000 Játékvezetők: Dremelj |
| 590. mérkőzés 2002. szeptember 1. 18:30 (CET) | Ladányi 2' 30' Majoross 33' Palkovics 49' 57' Orsó 51' | (1:1, 2:1, 3:1) (Jegyzőkönyv) | Wilson 15' Clarke 23' Hoad 41' | Nottingham Nézőszám: 1000 Játékvezetők: Dremelj |

EIHC Torna
| 591. mérkőzés 2002. november 8. 18:00 (CET) | Magyarország | 0 – 5                         | Ukrajna                                          | Dunaújváros Nézőszám: 1000 Játékvezetők: Trilar |
| 591. mérkőzés 2002. november 8. 18:00 (CET) |              | (0:2, 0:2, 0:1) (Jegyzőkönyv) | Protsenko 15' Salnikov 17' 31' 57' Khrystych 36' | Dunaújváros Nézőszám: 1000 Játékvezetők: Trilar |

EIHC Torna
| 592. mérkőzés 2002. november 9. 18:00 (CET) | Szlovénia            | 2 – 2 (Hu.)                        | Magyarország         | Dunaújváros Nézőszám: 1500 Játékvezetők: Carson |
| 592. mérkőzés 2002. november 9. 18:00 (CET) | Razingar 9' Vnuk 54' | (1:1, 0:1, 1:0, 0:0) (Jegyzőkönyv) | Tőkési 8' Ocskay 32' | Dunaújváros Nézőszám: 1500 Játékvezetők: Carson |

EIHC Torna
| 593. mérkőzés 2002. november 10. 17:30 (CET) | Magyarország | 0 – 2                         | Nagy-Britannia         | Székesfehérvár Nézőszám: 1500 Játékvezetők: Urda |
| 593. mérkőzés 2002. november 10. 17:30 (CET) |              | (0:0, 0:2, 0:0) (Jegyzőkönyv) | Clarke 28' Watkins 32' | Székesfehérvár Nézőszám: 1500 Játékvezetők: Urda |

EIHC Torna
| 594. mérkőzés 2002. december 13. 18:30 (CET) | Ukrajna                               | 3 – 0                         | Magyarország | Kijev Nézőszám: 7000 Játékvezetők: Bervenszkij |
| 594. mérkőzés 2002. december 13. 18:30 (CET) | Srubko 6' Nikolayev 51' Shyryayev 52' | (1:0, 0:0, 2:0) (Jegyzőkönyv) |              | Kijev Nézőszám: 7000 Játékvezetők: Bervenszkij |

EIHC Torna
| 595. mérkőzés 2002. december 14. 15:00 (CET) | Fehéroroszország                                                                                    | 9 – 4                         | Magyarország                                   | Kijev Nézőszám: 2500 Játékvezetők: Boniface |
| 595. mérkőzés 2002. december 14. 15:00 (CET) | Bekbulatov 4' Bely 14' Andrievski 16' Strakhov 30' 41' 53' Malashkevich 30' Kurilin 36' Chuprus 59' | (3:1, 3:2, 3:1) (Jegyzőkönyv) | Palkovics 7' Sille 24' Horváth 27' Ladányi 49' | Kijev Nézőszám: 2500 Játékvezetők: Boniface |

EIHC Torna
| 596. mérkőzés 2002. december 15. 13:00 (CET) | Nagy-Britannia | 2 – 5                         | Magyarország                              | Kijev Nézőszám: 2500 Játékvezetők: Bervenszkij |
| 596. mérkőzés 2002. december 15. 13:00 (CET) | Cowley 27' 55' | (0:1, 1:2, 1:2) (Jegyzőkönyv) | Palkovics 1' 49' Ocskay 22' 59' Simon 33' | Kijev Nézőszám: 2500 Játékvezetők: Bervenszkij |

## Külső hivatkozások
- A Magyar Jégkorong Szövetség hivatalos honlapja